# Фондакелли-Фантина

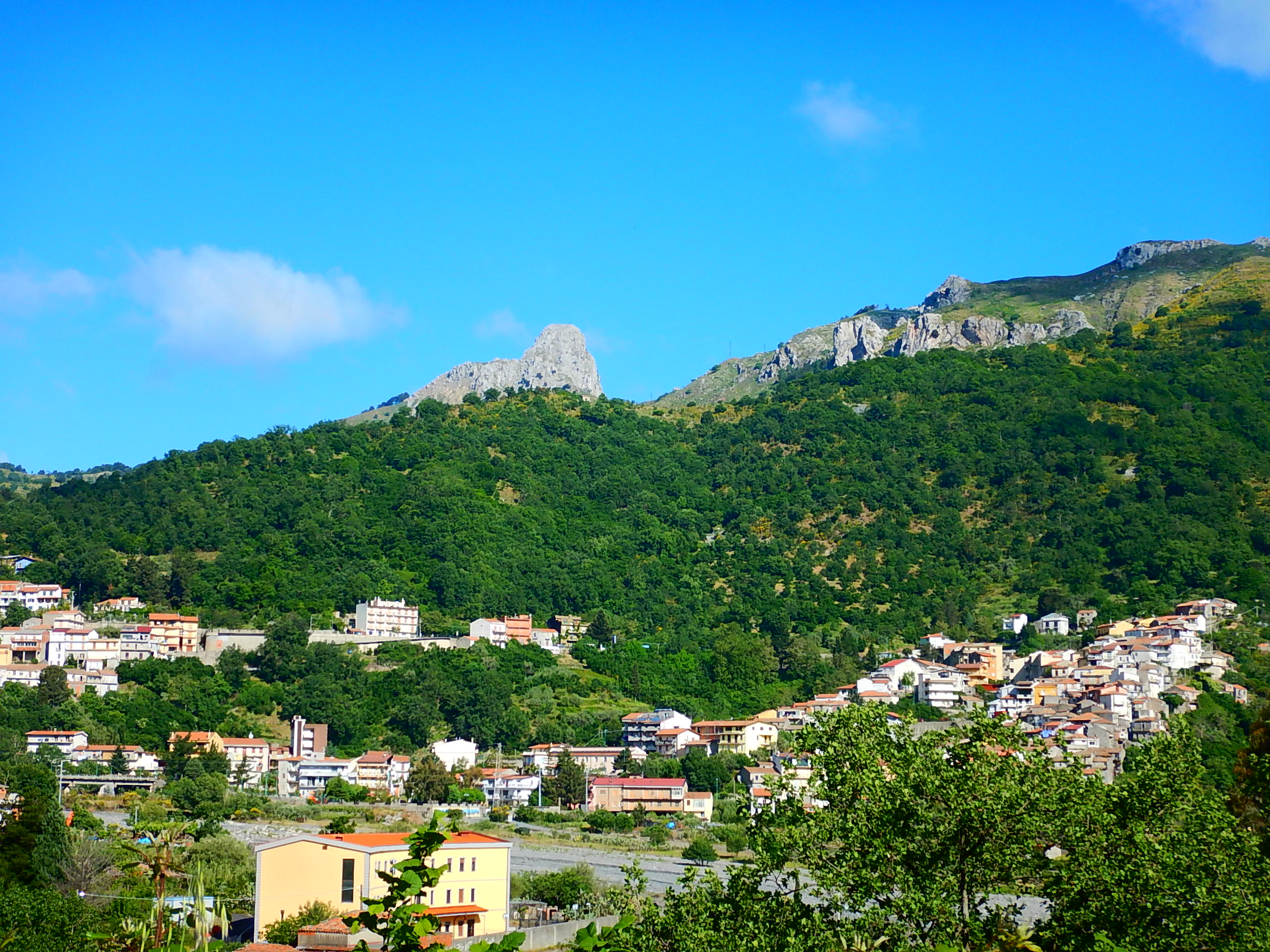
Вид на деревню

Фондаке́лли-Фанти́на (итал. Fondachelli-Fantina, сиц. Fantina) — коммуна в Италии, располагается в области Сицилия, в провинции Мессина.
Население составляет 1 076 человека (30-11-2018), плотность населения — 27,36  чел./км². Коммуна занимает площадь 42,03 км². 
Почтовый индекс — 98050. Телефонный код — 0941.

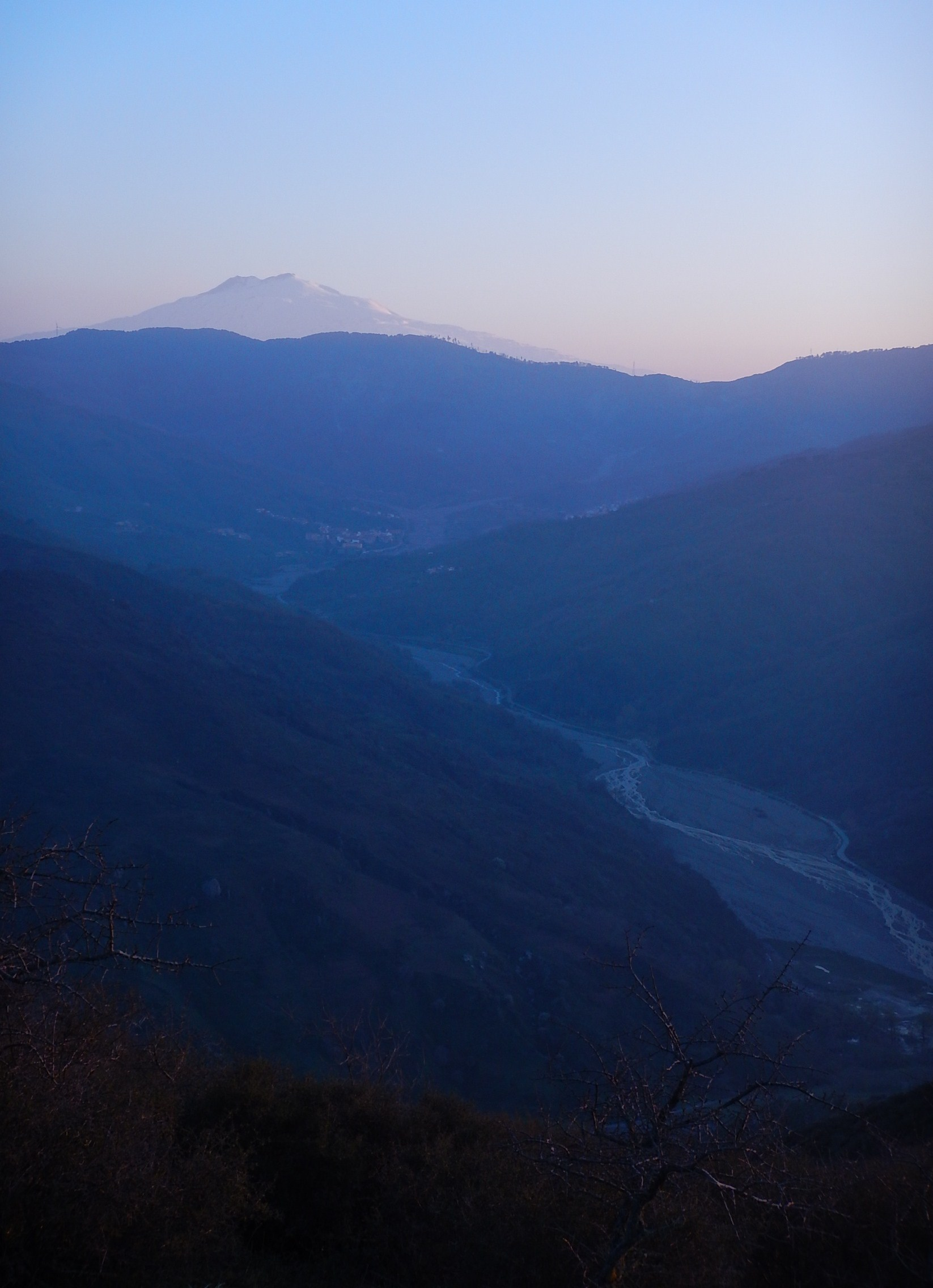
Долина Фондакелли-Фантина

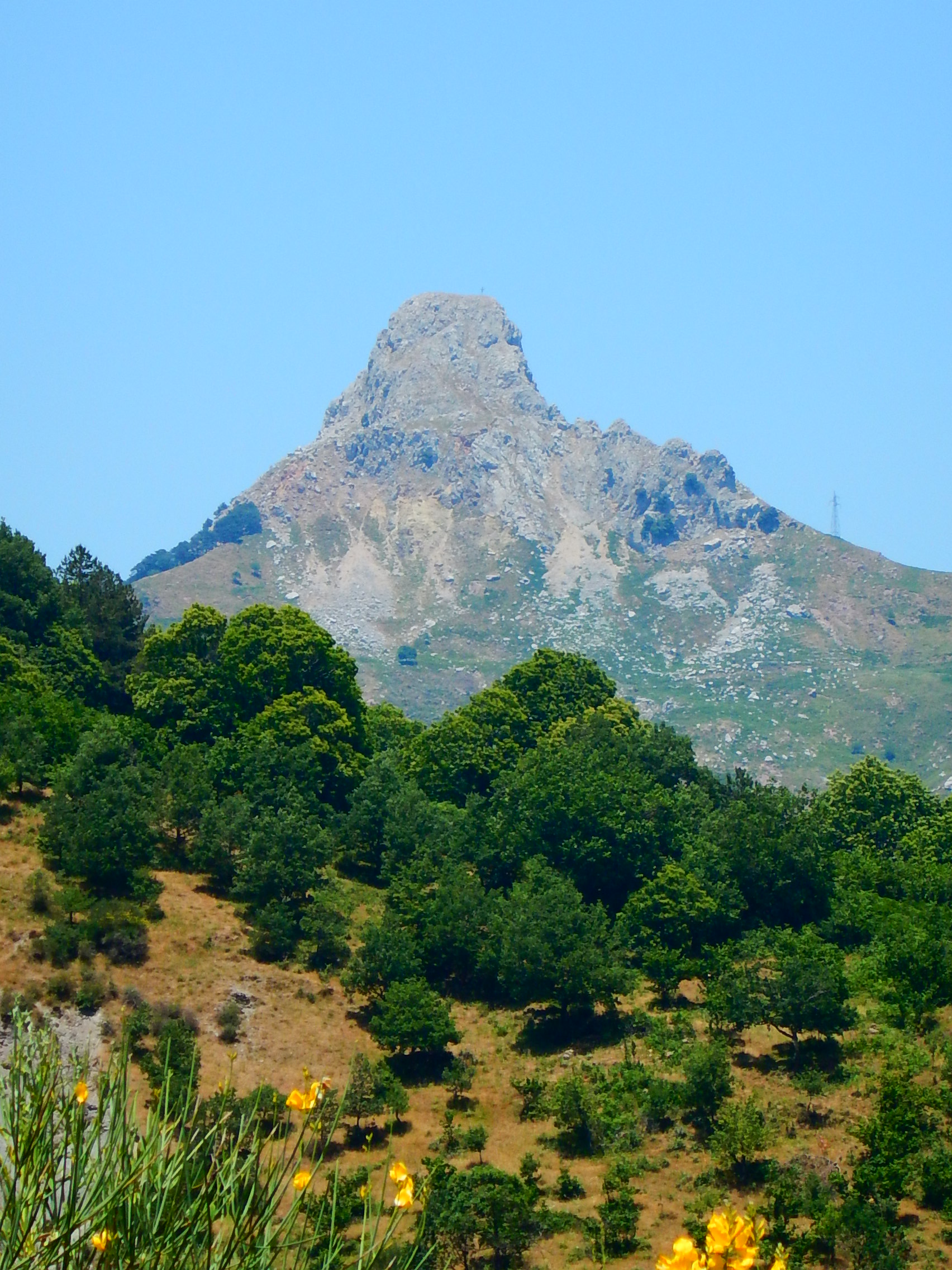
Вид на гору Рокка-Сальватеста из Фондакелли-Фантина

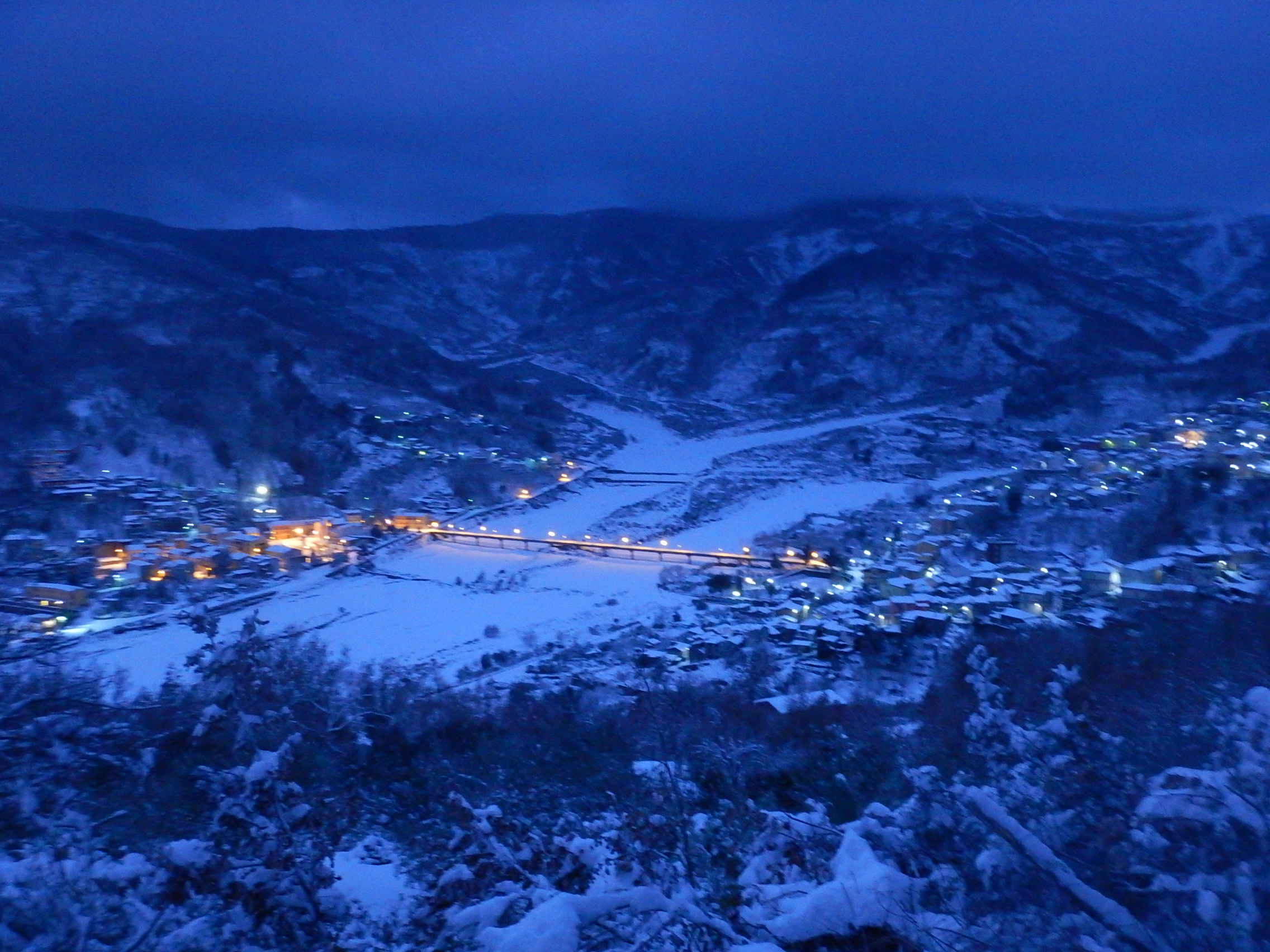
Фондакелли-Фантина зимой

Покровителями коммуны почитаются святые Ангелы-Хранители, день их памяти ежегодно отмечается 2 октября. В коммуне также празднуется Успение Пресвятой Богородицы (Maria Assunta della Provvidenza). Также отмечается день св. Иосифа. Дни празднования (соответственно) — 8 сентября, первое воскресенье после феррагосто.

## Демография
Динамика населения:

## Администрация коммуны
- Официальный сайт: http://www.comune.fondachellifantina.me.it/